# Nibley
Nibley és una població dels Estats Units a l'estat de Utah. Segons el cens del U.S Census 2008 Estimate tenia 4.410 habitants.

## Demografia
Segons el cens del 2000, Nibley tenia 2.045 habitants, 566 habitatges, i 516 famílies. La densitat de població era de 237,8 habitants per km².
Dels 566 habitatges en un 59,4% hi vivien nens de menys de 18 anys, en un 84,5% hi vivien parelles casades, en un 5,8% dones solteres, i en un 8,8% no eren unitats familiars. En el 7,6% dels habitatges hi vivien persones soles el 2,8% de les quals corresponia a persones de 65 anys o més que vivien soles. El nombre mitjà de persones vivint en cada habitatge era de 3,61 i el nombre mitjà de persones que vivien en cada família era de 3,82.
Per edats la població es repartia de la següent manera: un 38,4% tenia menys de 18 anys, un 10,4% entre 18 i 24, un 28,5% entre 25 i 44, un 18,2% de 45 a 60 i un 4,4% 65 anys o més.
L'edat mitjana era de 26 anys. Per cada 100 dones de 18 o més anys hi havia 99,8 homes.
La renda mitjana per habitatge era de 52.273 $ i la renda mitjana per família de 54.896 $. Els homes tenien una renda mitjana de 39.156 $ mentre que les dones 21.463 $. La renda per capita de la població era de 17.168 $. Entorn de l'1,3% de les famílies i l'1,1% de la població estaven per davall del llindar de pobresa.

## Poblacions més properes
El següent diagrama mostra les poblacions més properes.